# Ataxia hovorei
Ataxia hovorei är en skalbaggsart som beskrevs av Steven W. Lingafelter och Eugenio H.Nearns 2007. Ataxia hovorei ingår i släktet Ataxia och familjen långhorningar. Inga underarter finns listade.